# Jørgen Dahl Moe
 (septembre 2024).
La mise en forme du texte ne suit pas les recommandations de Wikipédia : il faut le « wikifier ».
Les points d'amélioration suivants sont les cas les plus fréquents. Le détail des points à revoir est peut-être précisé sur la page de discussion.
- Les titres sont pré-formatés par le logiciel. Ils ne sont ni en capitales, ni en gras.
- Le texte ne doit pas être écrit en capitales (les noms de famille non plus), ni en gras, ni en italique, ni en « petit »…
- Le gras n'est utilisé que pour surligner le titre de l'article dans l'introduction, une seule fois.
- L'italique est rarement utilisé : mots en langue étrangère, titres d'œuvres, noms de bateaux, etc.
- Les citations ne sont pas en italique mais en corps de texte normal. Elles sont entourées par des guillemets français : « et ».
- Les listes à puces sont à éviter, des paragraphes rédigés étant largement préférés. Les tableaux sont à réserver à la présentation de données structurées (résultats, etc.).
- Les appels de note de bas de page (petits chiffres en exposant, introduits par l'outil «  Source ») sont à placer entre la fin de phrase et le point final[comme ça].
- Les liens internes (vers d'autres articles de Wikipédia) sont à choisir avec parcimonie. Créez des liens vers des articles approfondissant le sujet. Les termes génériques sans rapport avec le sujet sont à éviter, ainsi que les répétitions de liens vers un même terme.
- Les liens externes sont à placer uniquement dans une section « Liens externes », à la fin de l'article. Ces liens sont à choisir avec parcimonie suivant les règles définies. Si un lien sert de source à l'article, son insertion dans le texte est à faire par les notes de bas de page.
- La présentation des références doit suivre les conventions bibliographiques. Il est recommandé d'utiliser les modèles {{Ouvrage}}, {{Chapitre}}, {{Article}}, {{Lien web}} et/ou {{Bibliographie}}. Le mode d'édition visuel peut mettre en forme automatiquement les références.
- Insérer une infobox (cadre d'informations à droite) n'est pas obligatoire pour parachever la mise en page.

Pour une aide détaillée, merci de consulter Aide:Wikification.
Si vous pensez que ces points ont été résolus, vous pouvez retirer ce bandeau et améliorer la mise en forme d'un autre article.
 (septembre 2024).
Jørgen Dahl Moe (né le 11 juillet 1996 ) est un chanteur et compositeur norvégien originaire d' Andebu à Vestfold. Il est acquis de la notoriété lorsqu'il a remporté avec la chanson "Din egen vei" le concours MGPjr 2009, qui est un concours de chant audiovisuel réservé aux jeunes chanteurs entre  8 et 15 ans. En 2022, il remporte la septième saison de The Voice sur TV 2.
Moe grandit à Andebu, dans la banlieue de Sandefjord. Il commence à chanter et à écrire des chansons dès le plus jeune âge, et il joue de la guitare depuis l'âge de cinq ans,. À l'âge de 13 ans, il remporte le concours MGPjr 2009 avec une chanson de sa propre composition intitulée "Din egen vei". Cette chanson a pour thème le chagrin et le titre fait allusion à la strophe "mais tu as choisi de suivre ton propre chemin", qui fait partie du refrain.
Après l'école secondaire, il suit le programme de musique, de danse et d'art dramatique à l'école secondaire supérieure de Sandefjord et suit des cours de chant auprès de la professeure de chant Kristin Vold Nese pendant deux ans. Il est également footballeur dans le club local de football d'Andebu. Parallèlement, il continue à se produire lors de concerts et de festivals locaux et écrit ses propres compositions. En 2018, Moe sort son premier single « I Never Had You » sous son propre label, et en 2020, il a sorti l'album Suicide Circus.
En 2022, il participe au concours de talents The Voice sur TV 2. Lors de l'audition, Moe interpréte a chanson " Dancing in the Dark " de Bruce Springsteen,. Moe choisit la musicienne et compositrice Ina Wroldsen comme mentor. La semaine suivante après la diffusion, son audition a été vue plus de 500 000 fois sur YouTube  et sa version est entrée dans le top 10 de la liste des 50 morceaux les plus écoutés sur Spotify pour la Norvège. En mai 2022, Moe remporte la septième saison de The Voice Norvège.

## Discographie

### Albums
- 2020 – Suicide Circus

### Singles
Sélection de singles sortis depuis 2018 :
- 2018 - "I Never Had You"
- 2019 –"I Wanna Know"
- 2019 –"Hailey"
- 2020 - "Far from You"
- 2020 –"Your Heart's Got a Whole Lot of Planning to Dor"
- 2020 - "Moi, moi et toi"
- 2021 - "Me, Myself and You"
- 2021 - "The House at the End of the Street"
- 2022 - "Dancing in the Dark" (en direct lors de l'émission The Voice )

## Hit-Parade
| Chanson               | Norvège                  | Norvège            | Source |
| Chanson               | Le plus haut emplacement | Des semaines liste | Source |
| --------------------- | ------------------------ | ------------------ | ------ |
| "À votre manière"     | 18                       | 1                  | [ 10 ] |
| "Danser dans le noir" | 17                       | 2                  | [ 11 ] |